# Uspenski-Kathedrale

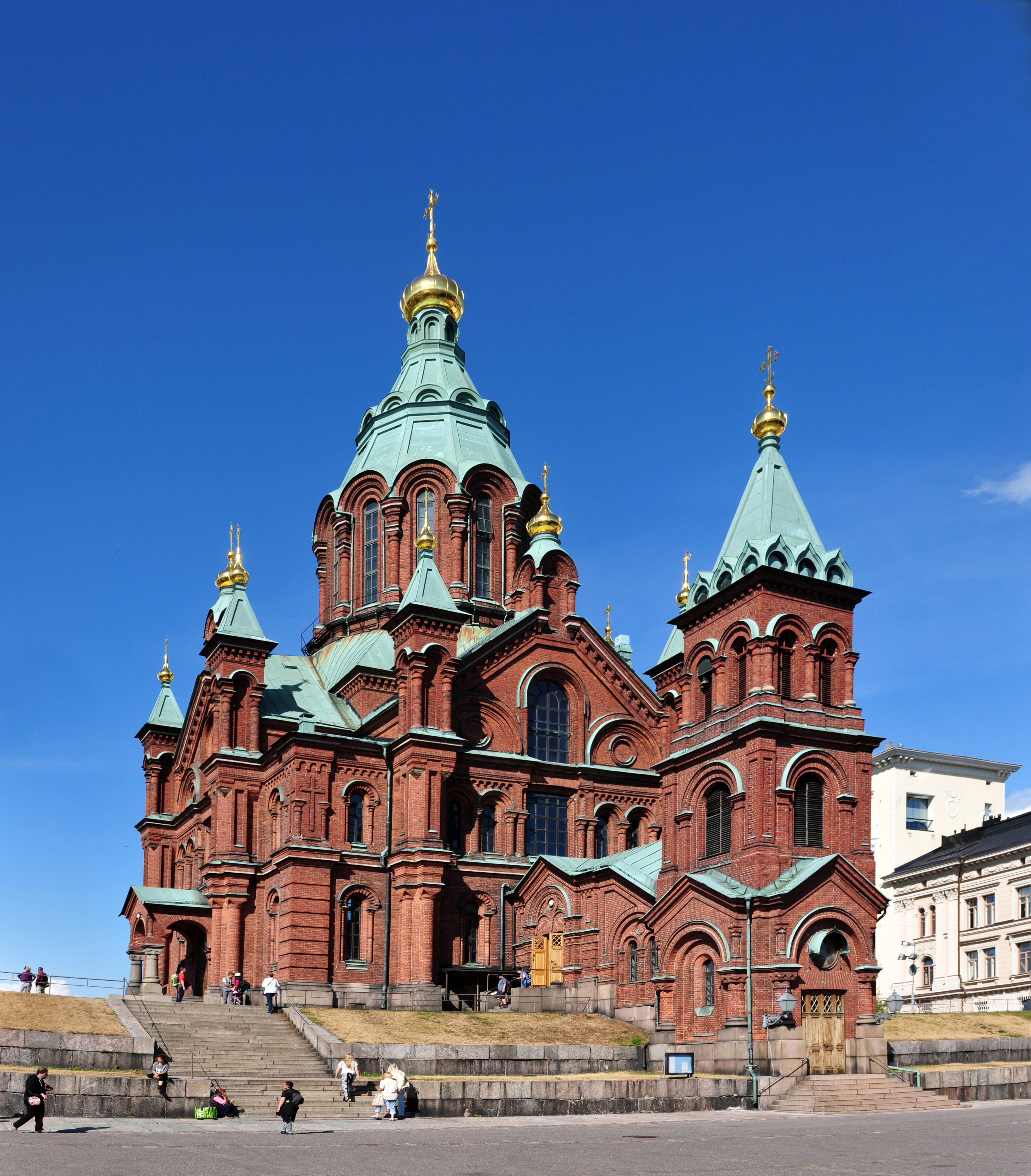
Die Uspenski-Kathedrale

Die Uspenski-Kathedrale (finnisch Uspenskin katedraali, schwedisch Uspenskijkatedralen) ist eine orthodoxe Kirche in der finnischen Hauptstadt Helsinki. Sie ist die Kathedrale der finnisch-orthodoxen Diözese Helsinki. Der Name der Kathedrale stammt aus dem Altkirchenslawischen und bedeutet Mariä-Entschlafens-Kathedrale.
Die Uspenski-Kathedrale befindet sich auf einem Felsen am westlichen Ende der Halbinsel Katajanokka im Zentrum von Helsinki. Zur Zeit ihrer Errichtung war die weithin sichtbare Kirche ein deutliches Symbol der russischen Herrschaft über Finnland. Heute gehört sie zu den wichtigsten Sehenswürdigkeiten der finnischen Hauptstadt und verzeichnet etwa 500.000 Besucher pro Jahr.

## Architektur
Die Uspenski-Kathedrale wurde vom Architekten Alexei Gornostajew im russisch-byzantinischen Stil entworfen und 1868 geweiht. Die aus roten Ziegelsteinen gebaute Kathedrale ist die größte orthodoxe Kirche im westlichen Europa. Sie hat 13 Kuppeln mit vergoldeten Spitzen. Der opulent ausgestattete Innenraum wird von vier massiven Granitsäulen, die die Hauptkuppel tragen, beherrscht. Eine der in der Kathedrale ausgestellten Ikonen gilt als wundertätig.

## Galerie

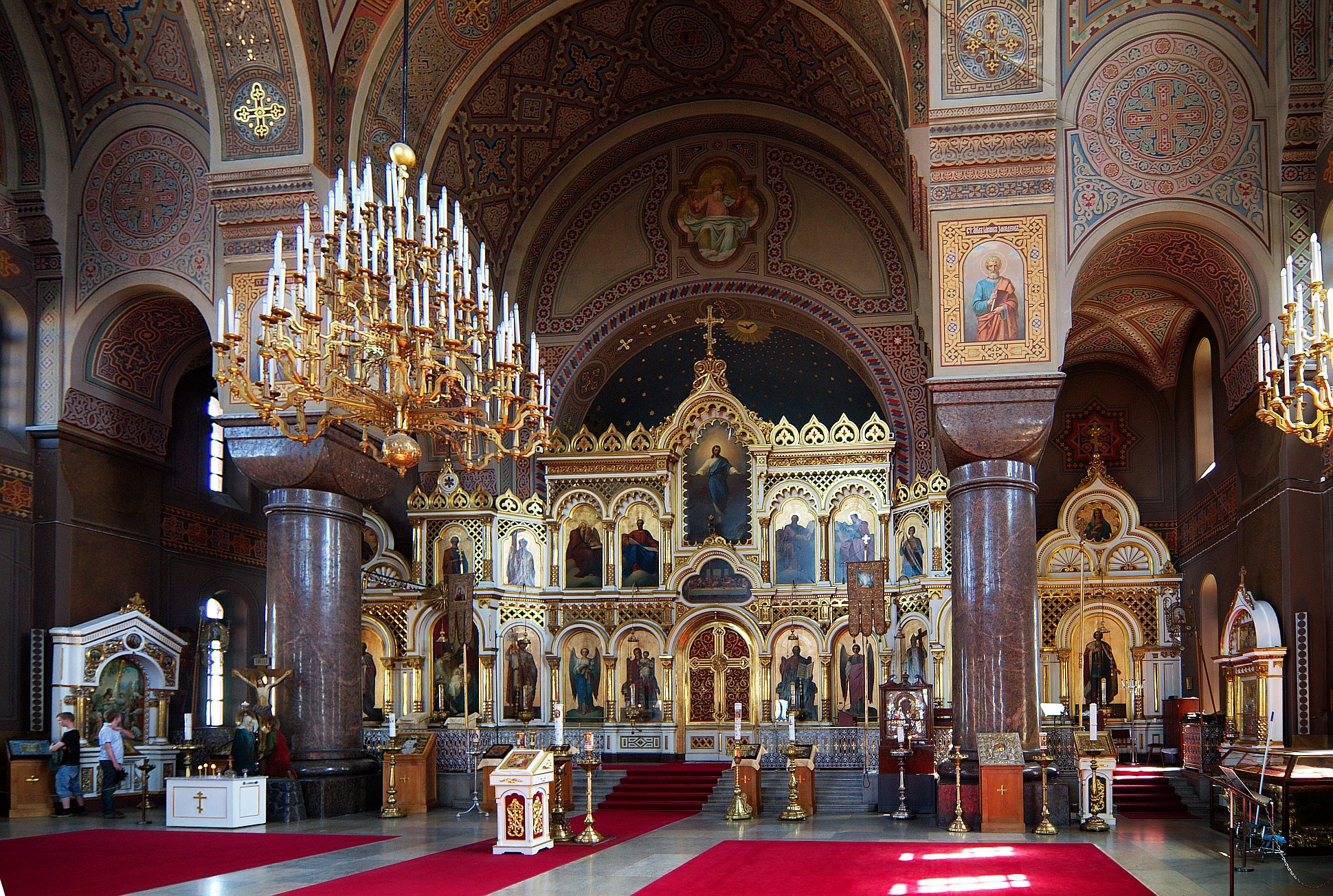
Inneres der Uspenski-Kathedrale
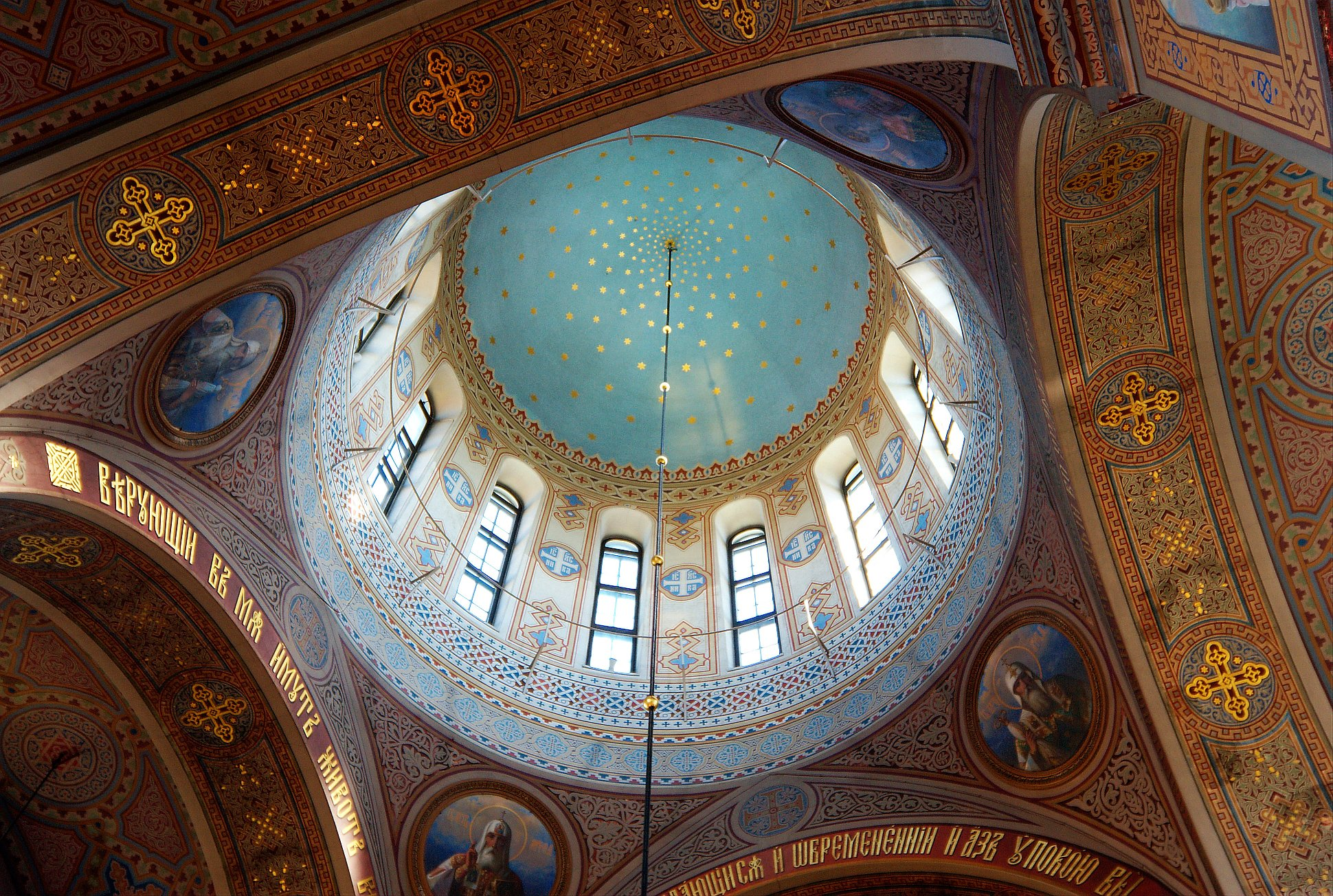
Himmel im Dach der Uspenski-Kathedrale
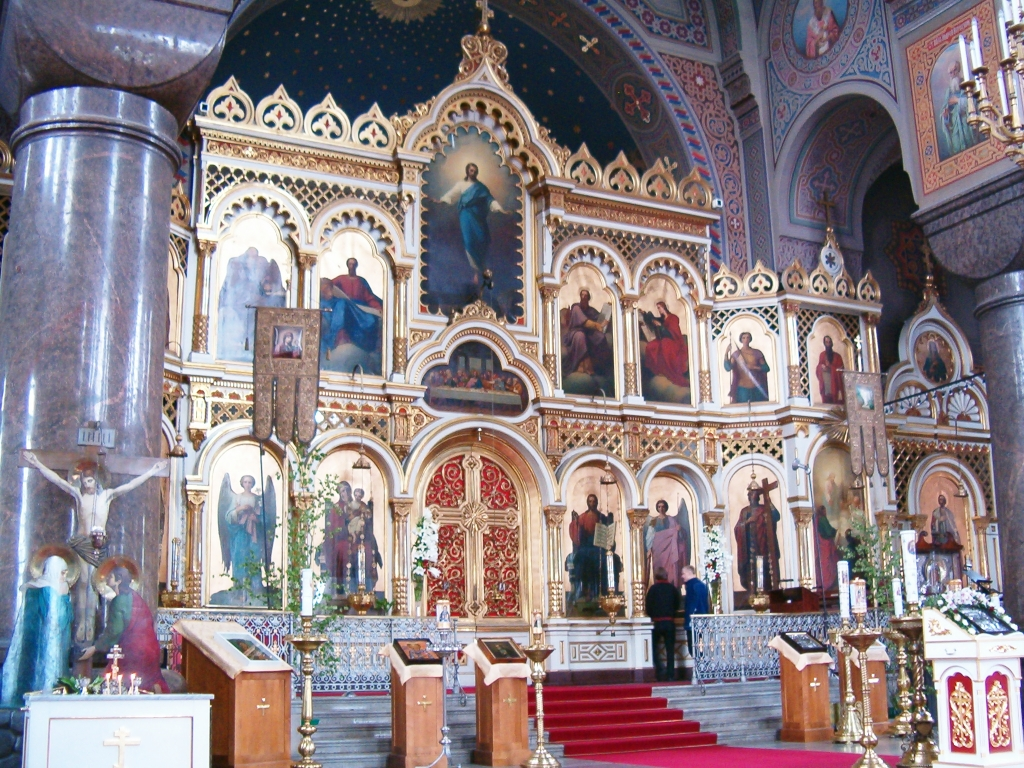
Ikonostase der Uspenski-Kathedrale